# Corythalia
Corythalia là một chi nhện trong họ Salticidae.

## Hình ảnh

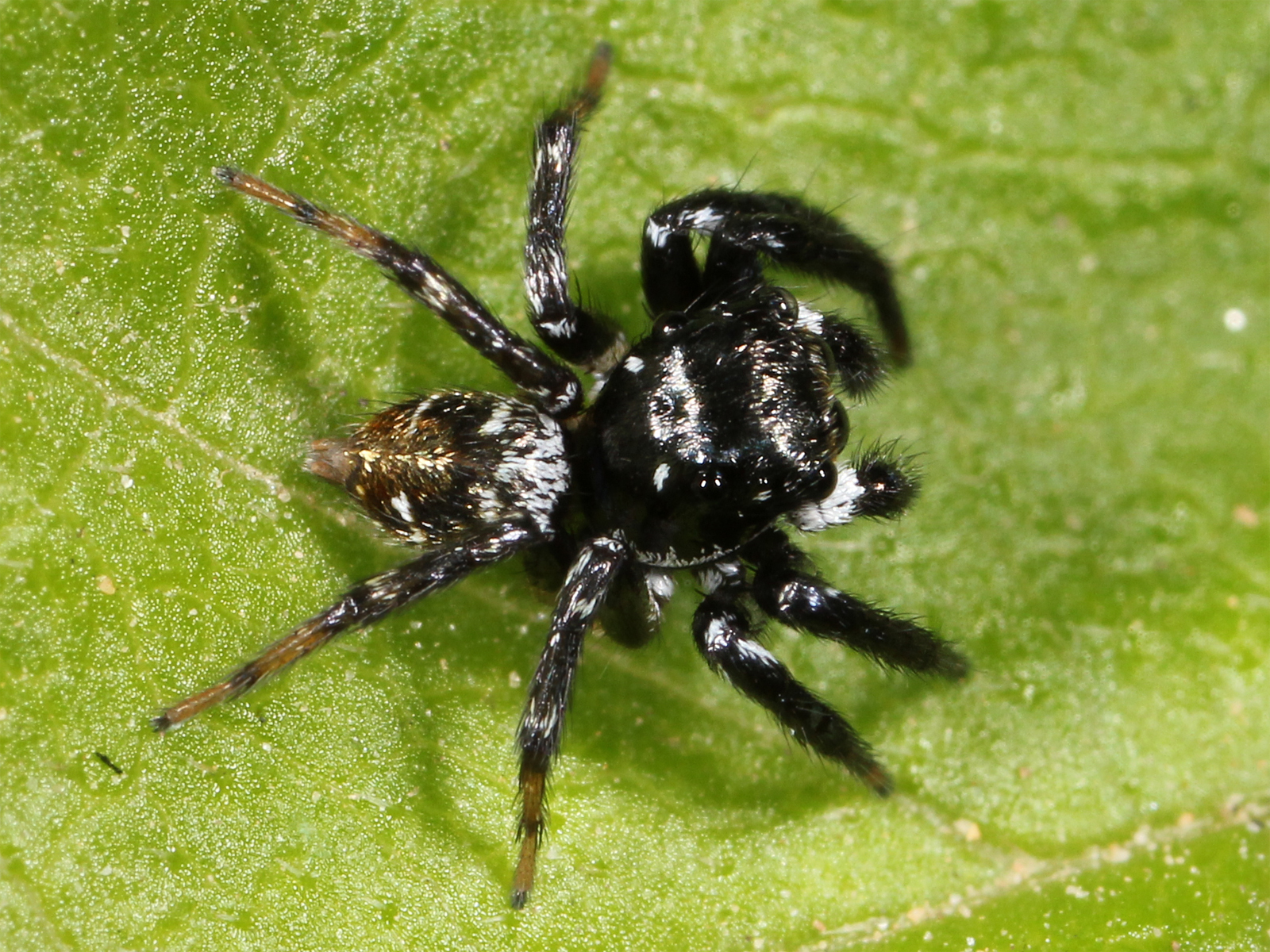
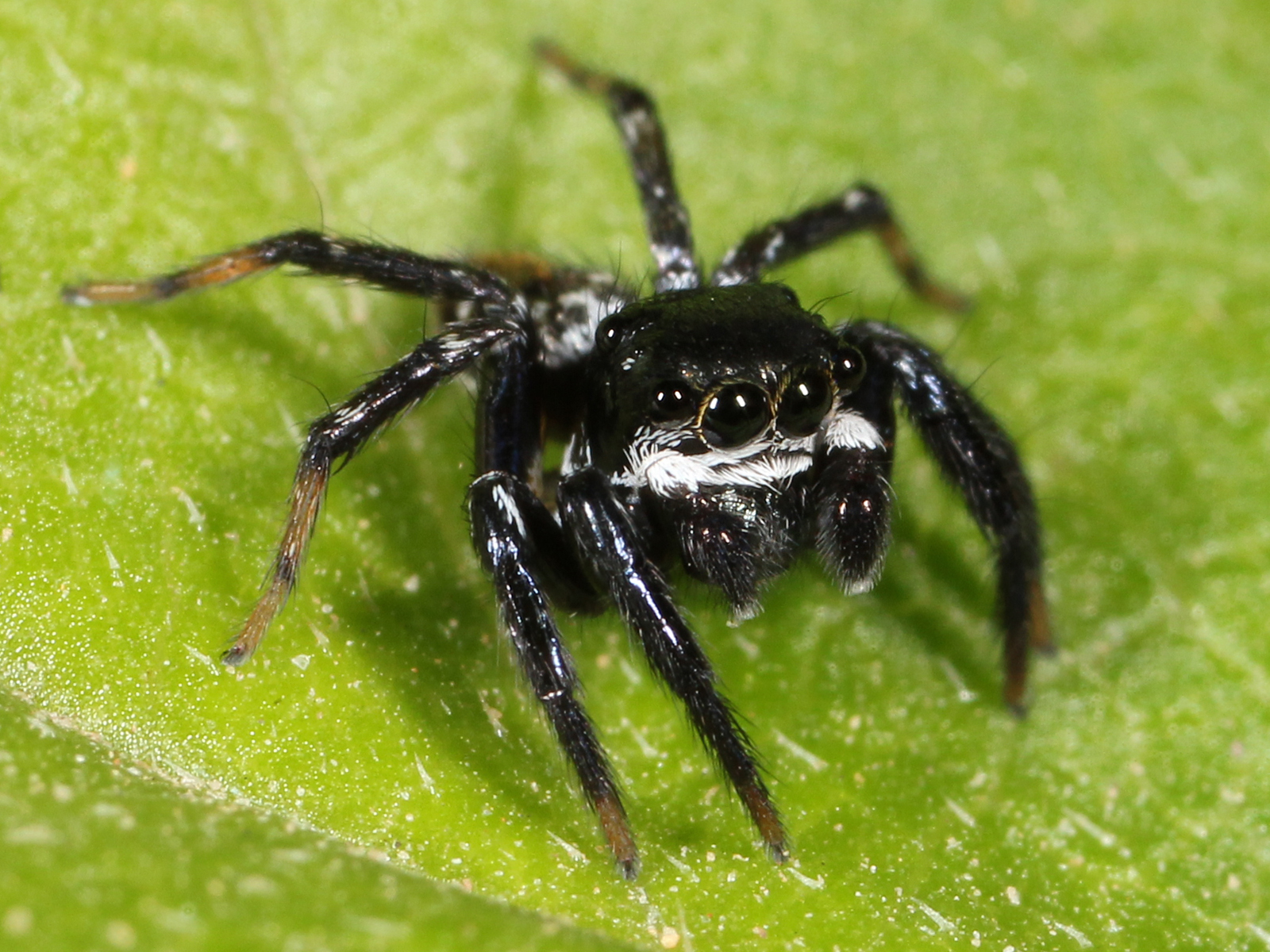
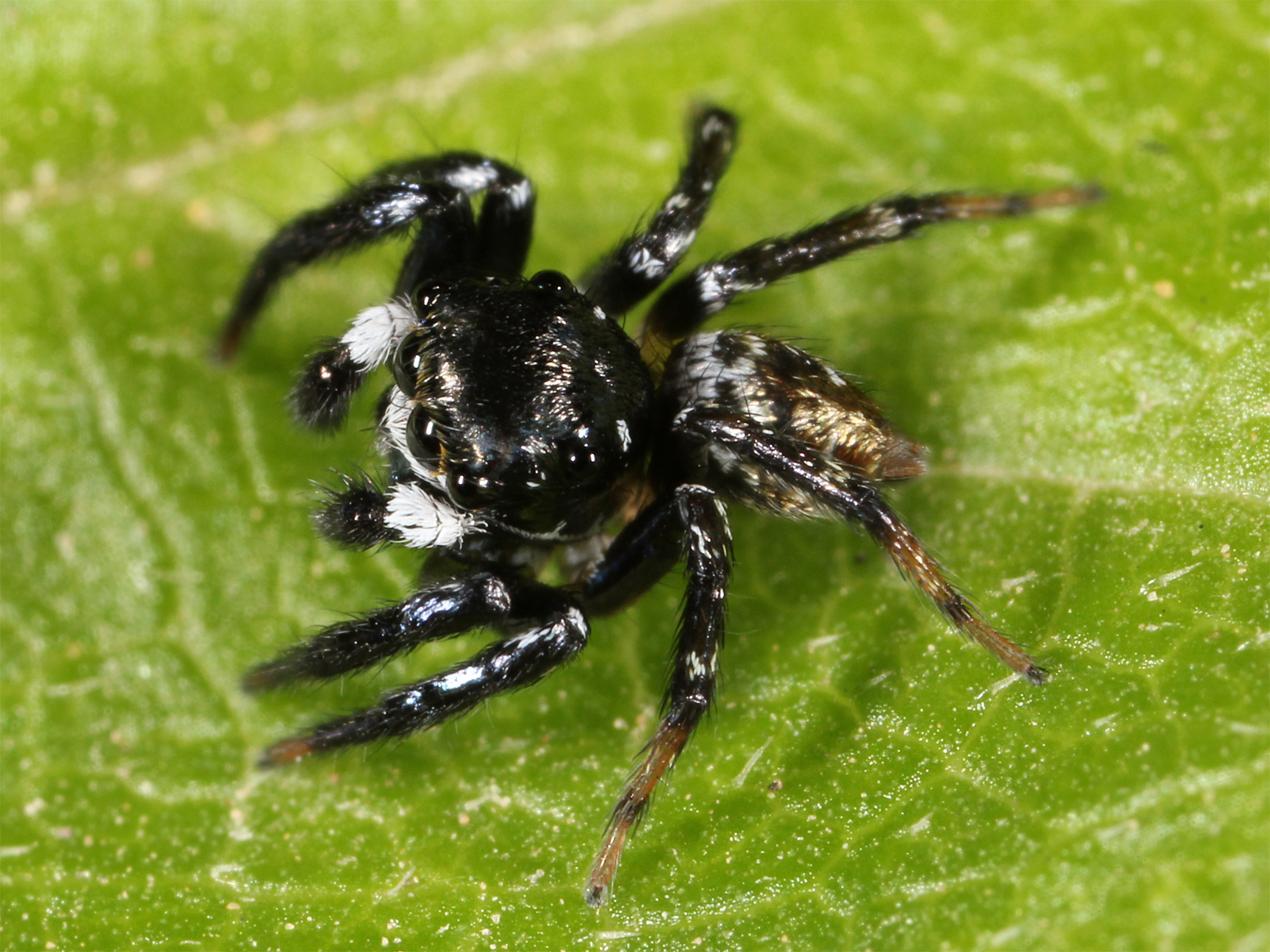
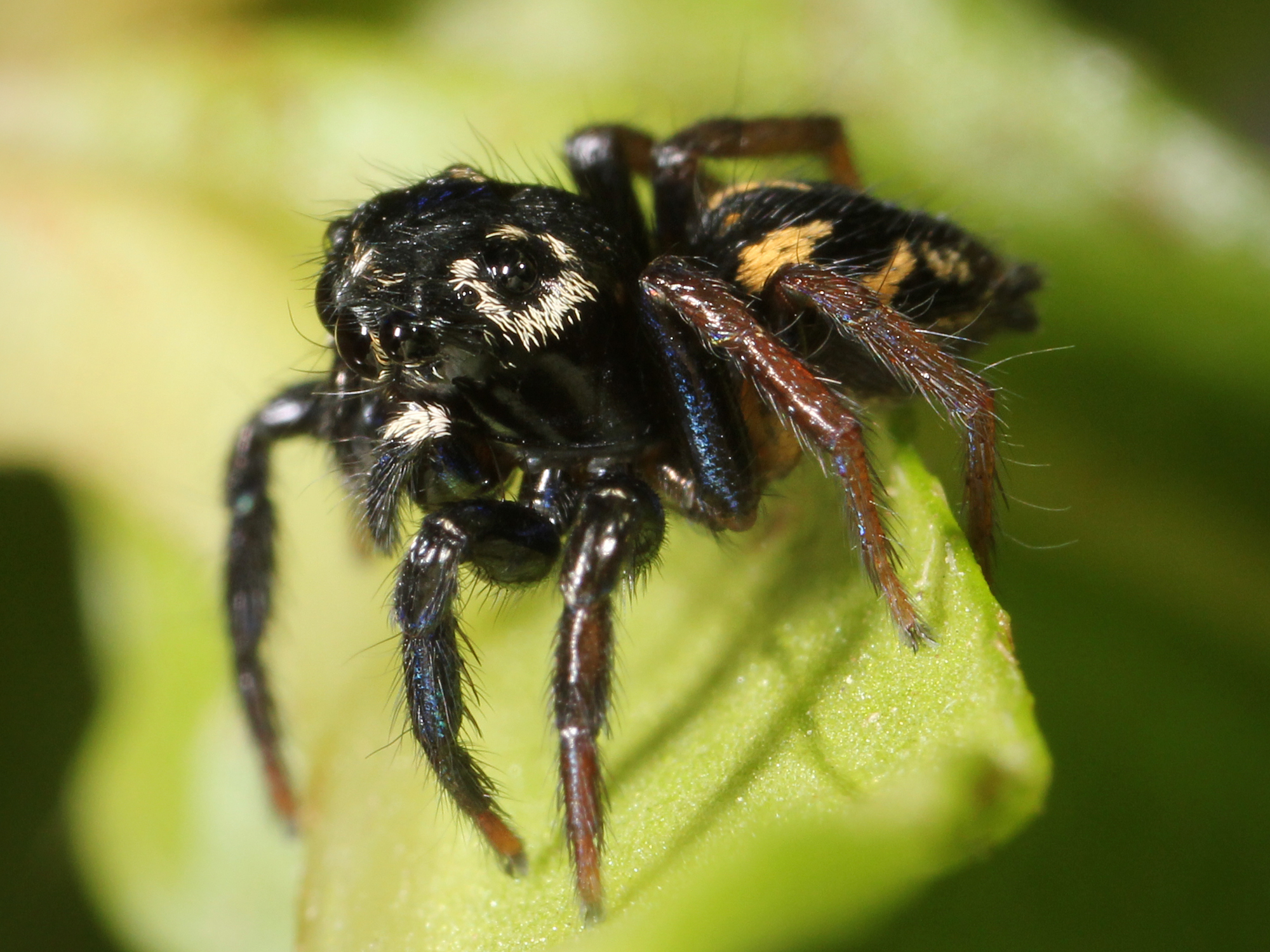